# Waipawa (rivière)

La rivière Waipawa  (en anglais : Waipawa River) est un cours d’eau du sud de la Hawke's Bay, situé dans l’est de l’Île du Nord de la Nouvelle-Zélande.

## Géographie
Elle s’écoule à partir des pentes du mont ’Te Atua Mahuru’ dans la chaîne des ’Ruahine’ au sud-est, au-delà de la ville de Waipawa avant de rejoindre le fleuve Tukituki.
L’ ancien lit de la rivière  Waipawa s’écoule grossièrement parallèle avec et au nord de la rivière actuelle nommée rivière Waipawa .